# Rossiglione (regione)

Il dipartimento francese dei Pirenei Orientali, anche chiamato Rossiglione in ambito francese e Catalogna del Nord in ambito catalano

Il Rossiglione (in francese: Roussillon, AFI: [ʁusijɔ̃]; in catalano: Rosselló, AFI: [rusəˈʎo]; in occitano: Rosselhon, AFI: [ruseˈʎu]) era una delle antiche province della Francia. Il suo centro principale e capoluogo storico è la città di Perpignano.
Durante il medioevo fu parte del Principato di Catalogna, inquadratovi come Contea del Rossiglione; venne poi ceduto alla Francia in seguito alla pace dei Pirenei, nel 1659, assieme ad altre quattro comarche catalane (Alta Cerdanya, Capcir, Conflent e Vallespir). La provincia francese così costituita fu chiamata semplicemente Rossiglione (ignorando quindi le altre quattro comarche) e, ad oggi, corrisponde quasi esattamente al dipartimento dei Pirenei Orientali (formato aggiungendo anche l'area occitanofona del Fenouillèdes).
In ambito catalano, l'intera area ceduta nel 1659 è tuttora definita la Catalogna del Nord.

## Storia

Stemma del Rossiglione

L'origine del Casato di Barcellona, che dopo l'apparentamento con la casa reale aragonese arriverà a regnare su tutta l'Aragona, ebbe origine in zona. Goffredo il Villoso, il primo Conte di Barcellona che ottenne il diritto di trasmettere legittimamente le contee ai suoi figli, era nato nel paese di Rià, anticamente Arrià, vicino a Prada, nel Conflent. In passato la regione era rappresentata da vicariati e sub-vicariati in cui Giacomo II di Maiorca divise il territorio nel XIV secolo.
Gli eserciti francesi intervennero nella sollevazione dei catalani contro Filippo IV di Spagna a favore degli insorti, che consegnarono la corona al re di Francia, Luigi XIII, nel gennaio del 1641. La dominazione francese, durata un decennio, non fu migliore di quella madrilena. Nel 1652 l'esercito castigliano, al comando di Don Giovanni d'Austria, riuscì a recuperare Barcellona e a porre fine alla secessione. Filippo IV amnistiò i ribelli e giurò fedeltà alle leggi catalane. Il Rossiglione rimase, nondimeno, nelle mani della Francia. In seguito alla firma della Pace dei Pirenei (7 novembre del 1659) Filippo IV di Spagna cedette queste terre alla Francia, della quale da quel momento hanno fatto ininterrottamente parte.
Il 2 aprile 1700, con decreto reale, venne bandito l'uso della lingua catalana dagli atti e documenti ufficiali e vennero sciolte le istituzioni catalane (la Generalitat, i consoli ecc.), malgrado lo stesso trattato ne prevedesse il mantenimento. La nuova amministrazione francese diede al territorio il nome di provincia del Rossiglione. Nel 1790, quando a seguito della Rivoluzione francese, l'Assemblea Nazionale decise di dividere tutto il regno in dipartimenti e sopprimere le antiche province, l'antica provincia del Rossiglione rimase inglobata nel dipartimento dei Pirenei Orientali.

## Geografia
Il Rossiglione è una pianura aperta al mare e circondata da montagne, come la pianura gemella dell'Empordà, che dà origine a un gruppo di paesaggi diversi e singole sotto-contee:
- La Pianura di Rossiglione o di Perpignano è l'area intorno alla capitale della comarca.

- Il Riberal de la Têt è la parte della pianura attorno al Têt, tra Perpignano e il Conflent ed è una zona tradizionalmente dedicata alla terra irrigata.

- La Salanca si estende tra il Lago di Salses, nel confine settentrionale della comarca, e il Têt, e deve il suo nome alla presenza di croste di sale sul terreno. Il rischio di salinizzazione delle falde acquifere a causa del loro eccessivo sfruttamento causato dal turismo è un problema.

- Le Aspres, montagne scistose e arrotondate che fanno una transizione tra la pianura e il Canigó. La nomenclatura toponomastica della Catalogna del Nord 2007[3] la eleva alla categoria di comarca.

- Le Corberes, l'unica testimonianza dei Pirenei settentrionali in Catalogna, forma un paesaggio arido dovuto all'effetto della tramontana e alla natura calcarea della roccia, che dà origine a una modellistica carsica che fa impilare l'acqua. La sub-comarca è condivisa tra il Rossiglione, la Fenolheda e un piccolo pezzo dell'Aude.

- I villaggi costieri di Marenda o Costa Vermiglia; cioè, Collioure, Banyuls-sur-Mer, Port-Vendres e Cerbère. Argelès-sur-Mer, condivide alcune caratteristiche della Marenda con altre di la Pianura di Rossiglione.

- L'Albera è l'area attorno alla stessa catena montuosa.

## Altre denominazioni

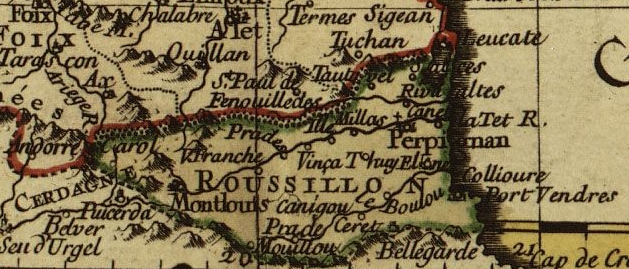
Mappa storica centrata sul Rossiglione

In castigliano la denominazione tradizionale è Rosellón, seguendo la denominazione francese che estende il nome dell'antica Contea del Rossiglione a tutto il territorio.
Sotto l'Ancien Régime ebbe il nome di provincia del Rossiglione e per secoli la denominazione di Catalunya Nord cadde in disuso; tornò ad essere impiegata solo negli anni settanta del XX secolo e, per i catalani, è attualmente la più usata nel proprio ambito linguistico mentre, al di fuori della Catalogna e della catalofonia, tale regione storica continua ad essere designata con il termine di Rossiglione. La Catalunya Nord si può tradurre in castigliano con Cataluña Norte ed è frequente attualmente nelle aree della Spagna nelle quali entrambe le lingue sono nazionali (Paesi catalani). In lingua francese viene talvolta utilizzato il termine di Pays Catalan dalle amministrazioni locali, con finalità turistiche e culturali.

## Lingua
Dal 1700 il francese continua ad essere l'unica lingua ufficiale riconosciuta (principio sancito dalla Costituzione francese) ed utilizzata nel pubblico insegnamento. Tuttavia, la lingua catalana è ancora viva e parlata. Anche se uno statuto di bilinguismo per la regione sembra lontano, la lingua ha trovato rinnovata vitalità grazie alla maggiore consapevolezza storica, ai mezzi di informazione ed a iniziative culturali mirate.
Gli ultimi dati socio-linguistici di cui dispone la Generalitat de Catalunya  (2004) riflettono che il francese è la lingua maggioritaria nel Rossiglione, con una presenza minoritaria del catalano. La lingua catalana, infatti, pur essendo compresa dal 65,3% della popolazione, viene parlata solo dal 37,1% di essa (e scritta dal 10,6%). Le percentuali diminuiscono ulteriormente se si considera che viene parlata come prima lingua dal 3,5% dei residenti (mentre il 92% ha il francese come prima lingua, l'1% entrambe le lingue e il 3,5% altri idiomi non identificati).
Quanto agli usi linguistici in diversi ambiti, occorre segnalare che l'80,5% dei nati nel Rossiglione parla unicamente francese nell'ambito familiare, in contrapposizione ad un 17,3% che parla il catalano. Inoltre, l'ambito dell'uso del catalano diminuisce sempre di più nelle nuove generazioni e negli immigrati. Il 40,6% dei nonni nati nel Rossiglione parla in catalano con il proprio partner, il 9,2% usa catalano e francese, il 12,0% usa il castigliano ed un 27,2% il francese. Invece, solo un 6,3% per cento degli studenti del Rossiglione parlano in catalano tra di loro, ed uno 0,5% lo fa quando va dal medico. Tuttavia, la coscienza linguistica non è diminuita, e il 62,9% degli abitanti del Rossiglione crede che i bambini dovrebbero imparare il catalano.